# Komuna e Ungrejit
Komuna e Ungrejit är en kommun i Albanien.   Den ligger i prefekturen Qarku i Lezhës, i den norra delen av landet, 60 km norr om huvudstaden Tirana.
Omgivningarna runt Komuna e Ungrejit är en mosaik av jordbruksmark och naturlig växtlighet.  Runt Komuna e Ungrejit är det ganska tätbefolkat, med 80 invånare per kvadratkilometer.